# Thomisus odiosus
Thomisus odiosus là một loài nhện trong họ Thomisidae.
Loài này thuộc chi Thomisus. Thomisus odiosus được Octavius Pickard-Cambridge miêu tả năm 1898.